# جرج لمر
مِیر گلدستیک (انگلیسی: Meyer Goldstick) با نام هنری جرج لمر (انگلیسی: George LeMaire؛ ‏ ۲۲ دسامبر ۱۸۸۴ – ۲۰ ژانویهٔ ۱۹۳۰) بازیگر و کمدین وودویل اهل ایالات متحده آمریکا بود.
از فیلم‌هایی که وی در آن‌ها نقش داشته‌است، می‌توان به تاکسی ۱۳ اشاره نمود.